# David Henshaw
David Henshaw (Leicester, 2 aprile 1791 – 11 novembre 1852) è stato un politico statunitense.

## Biografia
Fu il quattordicesimo segretario della marina statunitense durante la presidenza di John Tyler. Studiò alla Leicester Academy, venne poi eletto come senatore dello stato del Massachusetts nel 1826.

## Riconoscimenti
Il cacciatorpediniere USS Henshaw (DD-278) venne chiamato così in suo onore.